# 2011-es Formula–1 brazil nagydíj
A brazil nagydíj volt a 2011-es Formula–1 világbajnokság tizenkilencedik, egyben szezonzáró futama, amelyet 2011. november 25. és november 27. között rendeztek meg a brazil Autódromo José Carlos Pace-en, São Paulóban.

## Szabadedzések

### Első szabadedzés
A brazil nagydíj első szabadedzését november 25-én, pénteken délelőtt tartották.
| Helyezés | Versenyző          | Csapat/Motor         | Elért idő | Különbség | Futott kör |
| -------- | ------------------ | -------------------- | --------- | --------- | ---------- |
| 1        | Mark Webber        | Red Bull-Renault     | 1:13,811  | −         | 26         |
| 2        | Jenson Button      | McLaren-Mercedes     | 1:13,825  | +0,014    | 25         |
| 3        | Lewis Hamilton     | McLaren-Mercedes     | 1:13,961  | +0,150    | 20         |
| 4        | Sebastian Vettel   | Red Bull-Renault     | 1:14,025  | +0,214    | 28         |
| 5        | Felipe Massa       | Ferrari              | 1:14,507  | +0,696    | 34         |
| 6        | Fernando Alonso    | Ferrari              | 1:14,541  | +0,730    | 26         |
| 7        | Michael Schumacher | Mercedes             | 1:15,162  | +1,351    | 28         |
| 8        | Nico Hülkenberg    | Force India-Mercedes | 1:15,178  | +1,367    | 28         |
| 9        | Paul di Resta      | Force India-Mercedes | 1:15,241  | +1,430    | 31         |
| 10       | Nico Rosberg       | Mercedes             | 1:15,321  | +1,510    | 29         |
| 11       | Jaime Alguersuari  | Toro Rosso-Ferrari   | 1:15,468  | +1,657    | 29         |
| 12       | Romain Grosjean    | Renault              | 1:15,547  | +1,736    | 18         |
| 13       | Rubens Barrichello | Williams-Cosworth    | 1:15,663  | +1,852    | 27         |
| 14       | Bruno Senna        | Renault              | 1:15,732  | +1,921    | 32         |
| 15       | Kobajasi Kamui     | Sauber-Ferrari       | 1:15,747  | +1,936    | 31         |
| 16       | Pastor Maldonado   | Williams-Cosworth    | 1:15,836  | +2,025    | 27         |
| 17       | Sergio Pérez       | Sauber-Ferrari       | 1:15,979  | +2,168    | 35         |
| 18       | Jean-Éric Vergne   | Toro Rosso-Ferrari   | 1:16,052  | +2,241    | 33         |
| 19       | Heikki Kovalainen  | Lotus-Renault        | 1:16,514  | +2,703    | 33         |
| 20       | Luiz Razia         | Lotus-Renault        | 1:17,595  | +3,784    | 31         |
| 21       | Timo Glock         | Virgin-Cosworth      | 1:18,140  | +4,329    | 29         |
| 22       | Jérôme d’Ambrosio  | Virgin-Cosworth      | 1:18,653  | +4,842    | 29         |
| 23       | Daniel Ricciardo   | HRT-Cosworth         | 1:18,952  | +5,141    | 33         |
| 24       | Jan Charouz        | HRT-Cosworth         | 1:19,577  | +5,766    | 37         |

### Második szabadedzés
A brazil nagydíj második szabadedzését november 25-én, pénteken délután tartották.
| Helyezés | Versenyző          | Csapat/Motor         | Elért idő | Különbség | Futott kör |
| -------- | ------------------ | -------------------- | --------- | --------- | ---------- |
| 1        | Lewis Hamilton     | McLaren-Mercedes     | 1:13,392  | −         | 35         |
| 2        | Sebastian Vettel   | Red Bull-Renault     | 1:13,559  | +0,167    | 41         |
| 3        | Mark Webber        | Red Bull-Renault     | 1:13,587  | +0,195    | 41         |
| 4        | Fernando Alonso    | Ferrari              | 1:13,598  | +0,206    | 35         |
| 5        | Michael Schumacher | Mercedes             | 1:13,723  | +0,331    | 38         |
| 6        | Felipe Massa       | Ferrari              | 1:13,750  | +0,358    | 39         |
| 7        | Jenson Button      | McLaren-Mercedes     | 1:13,787  | +0,395    | 36         |
| 8        | Nico Rosberg       | Mercedes             | 1:13,872  | +0,480    | 42         |
| 9        | Adrian Sutil       | Force India-Mercedes | 1:14,144  | +0,752    | 41         |
| 10       | Paul di Resta      | Force India-Mercedes | 1:14,807  | +1,415    | 48         |
| 11       | Vitalij Petrov     | Renault              | 1:14,856  | +1,464    | 38         |
| 12       | Bruno Senna        | Renault              | 1:14,931  | +1,539    | 37         |
| 13       | Sergio Pérez       | Sauber-Ferrari       | 1:14,970  | +1,578    | 32         |
| 14       | Kobajasi Kamui     | Sauber-Ferrari       | 1:15,019  | +1,627    | 45         |
| 15       | Sébastien Buemi    | Toro Rosso-Ferrari   | 1:15,264  | +1,872    | 44         |
| 16       | Jaime Alguersuari  | Toro Rosso-Ferrari   | 1:15,388  | +1,996    | 41         |
| 17       | Pastor Maldonado   | Williams-Cosworth    | 1:15,679  | +2,287    | 43         |
| 18       | Rubens Barrichello | Williams-Cosworth    | 1:15,903  | +2,511    | 40         |
| 19       | Jarno Trulli       | Lotus-Renault        | 1:16,298  | +2,906    | 36         |
| 20       | Heikki Kovalainen  | Lotus-Renault        | 1:16,338  | +2,946    | 48         |
| 21       | Jérôme d’Ambrosio  | Virgin-Cosworth      | 1:18,031  | +4,639    | 39         |
| 22       | Timo Glock         | Virgin-Cosworth      | 1:18,051  | +4,659    | 45         |
| 23       | Daniel Ricciardo   | HRT-Cosworth         | 1:18,367  | +4,975    | 42         |
| 24       | Vitantonio Liuzzi  | HRT-Cosworth         | 1:18,476  | +5,084    | 42         |

### Harmadik szabadedzés
A brazil nagydíj harmadik szabadedzését november 26-án, szombaton délelőtt tartották.
| Helyezés | Versenyző          | Csapat/Motor         | Elért idő  | Különbség | Futott kör |
| -------- | ------------------ | -------------------- | ---------- | --------- | ---------- |
| 1        | Sebastian Vettel   | Red Bull-Renault     | 1:12,460   | −         | 21         |
| 2        | Jenson Button      | McLaren-Mercedes     | 1:12,547   | +0,087    | 19         |
| 3        | Mark Webber        | Red Bull-Renault     | 1:12,597   | +0,137    | 21         |
| 4        | Lewis Hamilton     | McLaren-Mercedes     | 1:12,622   | +0,162    | 15         |
| 5        | Fernando Alonso    | Ferrari              | 1:12,765   | +0,305    | 17         |
| 6        | Adrian Sutil       | Force India-Mercedes | 1:13,113   | +0,653    | 22         |
| 7        | Nico Rosberg       | Mercedes             | 1:13,286   | +0,826    | 21         |
| 8        | Michael Schumacher | Mercedes             | 1:13,393   | +0,933    | 19         |
| 9        | Paul di Resta      | Force India-Mercedes | 1:13,419   | +0,959    | 19         |
| 10       | Felipe Massa       | Ferrari              | 1:13,583   | +1,123    | 18         |
| 11       | Vitalij Petrov     | Renault              | 1:13,838   | +1,378    | 20         |
| 12       | Rubens Barrichello | Williams-Cosworth    | 1:14,283   | +1,823    | 19         |
| 13       | Jaime Alguersuari  | Toro Rosso-Ferrari   | 1:14,286   | +1,826    | 20         |
| 14       | Kobajasi Kamui     | Sauber-Ferrari       | 1:14,311   | +1,851    | 24         |
| 15       | Pastor Maldonado   | Williams-Cosworth    | 1:14,454   | +1,994    | 22         |
| 16       | Sergio Pérez       | Sauber-Ferrari       | 1:14,547   | +2,087    | 24         |
| 17       | Bruno Senna        | Renault              | 1:14,551   | +2,091    | 15         |
| 18       | Jarno Trulli       | Lotus-Renault        | 1:15,843   | +3,383    | 24         |
| 19       | Heikki Kovalainen  | Lotus-Renault        | 1:16,026   | +3,566    | 22         |
| 20       | Jérôme d’Ambrosio  | Virgin-Cosworth      | 1:16,616   | +4,156    | 26         |
| 21       | Vitantonio Liuzzi  | HRT-Cosworth         | 1:17,143   | +4,683    | 23         |
| 22       | Daniel Ricciardo   | HRT-Cosworth         | 1:17,296   | +4,836    | 23         |
| 23       | Timo Glock         | Virgin-Cosworth      | 1:17,984   | +5,524    | 23         |
| 24       | Sébastien Buemi    | Toro Rosso-Ferrari   | idő nélkül |           | 3          |

## Időmérő edzés
A brazil nagydíj időmérő edzését november 26-án, szombaton futották.
| 1                     | Sebastian Vettel   | Red Bull-Renault     | 1:13,664 | 1:12,446 | 1:11,918   |
| 2                     | Mark Webber        | Red Bull-Renault     | 1:13,467 | 1:12,658 | 1:12,099   |
| 3                     | Jenson Button      | McLaren-Mercedes     | 1:13,281 | 1:12,820 | 1:12,283   |
| 4                     | Lewis Hamilton     | McLaren-Mercedes     | 1:13,361 | 1:12,811 | 1:12,480   |
| 5                     | Fernando Alonso    | Ferrari              | 1:13,969 | 1:12,870 | 1:12,591   |
| 6                     | Nico Rosberg       | Mercedes             | 1:14,083 | 1:12,569 | 1:13,050   |
| 7                     | Felipe Massa       | Ferrari              | 1:14,269 | 1:13,291 | 1:13,068   |
| 8                     | Adrian Sutil       | Force India-Mercedes | 1:13,480 | 1:13,261 | 1:13,298   |
| 9                     | Bruno Senna        | Renault              | 1:14,453 | 1:13,300 | 1:13,761   |
| 10                    | Michael Schumacher | Mercedes             | 1:13,694 | 1:13,571 | idő nélkül |
| 11                    | Paul di Resta      | Force India-Mercedes | 1:13,733 | 1:13,584 |            |
| 12                    | Rubens Barrichello | Williams-Cosworth    | 1:14,117 | 1:13,801 |            |
| 13                    | Jaime Alguersuari  | Toro Rosso-Ferrari   | 1:14,225 | 1:13,804 |            |
| 14                    | Sébastien Buemi    | Toro Rosso-Ferrari   | 1:14,500 | 1:13,919 |            |
| 15                    | Vitalij Petrov     | Renault              | 1:13,859 | 1:14,053 |            |
| 16                    | Kobajasi Kamui     | Sauber-Ferrari       | 1:14,571 | 1:14,129 |            |
| 17                    | Sergio Pérez       | Sauber-Ferrari       | 1:14,430 | 1:14,182 |            |
| 18                    | Pastor Maldonado   | Williams-Cosworth    | 1:14,625 |          |            |
| 19                    | Heikki Kovalainen  | Lotus-Renault        | 1:15,068 |          |            |
| 20                    | Jarno Trulli       | Lotus-Renault        | 1:15,358 |          |            |
| 21                    | Vitantonio Liuzzi  | HRT-Cosworth         | 1:16,631 |          |            |
| 22                    | Daniel Ricciardo   | HRT-Cosworth         | 1:16,890 |          |            |
| 23                    | Jérôme d’Ambrosio  | Virgin-Cosworth      | 1:17,019 |          |            |
| 24                    | Timo Glock         | Virgin-Cosworth      | 1:17,060 |          |            |
| 107%-os idő: 1:18,410 |                    |                      |          |          |            |

## Futam
A brazil nagydíj futama november 27-én, vasárnap rajtolt.
| Helyezés | Rajtszám | Versenyző          | Csapat/Motor         | Futott kör | Idő/Kiesés oka | Rajthely | Pont |
| -------- | -------- | ------------------ | -------------------- | ---------- | -------------- | -------- | ---- |
| 1        | 2        | Mark Webber        | Red Bull-Renault     | 71         | 1:32:17,464    | 2        | 25   |
| 2        | 1        | Sebastian Vettel   | Red Bull-Renault     | 71         | +16,983        | 1        | 18   |
| 3        | 4        | Jenson Button      | McLaren-Mercedes     | 71         | +27,638        | 3        | 15   |
| 4        | 5        | Fernando Alonso    | Ferrari              | 71         | +35,048        | 5        | 12   |
| 5        | 6        | Felipe Massa       | Ferrari              | 71         | +1:6,733       | 7        | 10   |
| 6        | 14       | Adrian Sutil       | Force India-Mercedes | 70         | +1 kör         | 8        | 8    |
| 7        | 8        | Nico Rosberg       | Mercedes             | 70         | +1 kör         | 6        | 6    |
| 8        | 15       | Paul di Resta      | Force India-Mercedes | 70         | +1 kör         | 11       | 4    |
| 9        | 16       | Kobajasi Kamui     | Sauber-Ferrari       | 70         | +1 kör         | 16       | 2    |
| 10       | 10       | Vitalij Petrov     | Renault              | 70         | +1 kör         | 15       | 1    |
| 11       | 19       | Jaime Alguersuari  | Toro Rosso-Ferrari   | 70         | +1 kör         | 13       |      |
| 12       | 18       | Sébastien Buemi    | Toro Rosso-Ferrari   | 70         | +1 kör         | 14       |      |
| 13       | 17       | Sergio Pérez       | Sauber-Ferrari       | 70         | +1 kör         | 17       |      |
| 14       | 11       | Rubens Barrichello | Williams-Cosworth    | 70         | +1 kör         | 12       |      |
| 15       | 7        | Michael Schumacher | Mercedes             | 70         | +1 kör         | 10       |      |
| 16       | 20       | Heikki Kovalainen  | Lotus-Renault        | 69         | +2 kör         | 19       |      |
| 17       | 9        | Bruno Senna        | Renault              | 69         | +2 kör         | 9        |      |
| 18       | 21       | Jarno Trulli       | Lotus-Renault        | 69         | +2 kör         | 20       |      |
| 19       | 25       | Jérôme d’Ambrosio  | Virgin-Cosworth      | 68         | +3 kör         | 23       |      |
| 20       | 22       | Daniel Ricciardo   | HRT-Cosworth         | 68         | +3 kör         | 22       |      |
| Ki       | 23       | Vitantonio Liuzzi  | HRT-Cosworth         | 61         | Generátor hiba | 21       |      |
| Ki       | 3        | Lewis Hamilton     | McLaren-Mercedes     | 46         | Váltóhiba      | 4        |      |
| Ki       | 12       | Pastor Maldonado   | Williams-Cosworth    | 26         | Kicsúszás      | 18       |      |
| Ki       | 24       | Timo Glock         | Virgin-Cosworth      | 21         | Kerék          | 24       |      |

## A világbajnokság állása a verseny után(a vb végeredménye)
| H   | Versenyzők         | Pont | H   | Konstruktőrök        | Pont |
| --- | ------------------ | ---- | --- | -------------------- | ---- |
| 1.  | Sebastian Vettel   | 392  | 1.  | Red Bull-Renault     | 650  |
| 2.  | Jenson Button      | 270  | 2.  | McLaren-Mercedes     | 497  |
| 3.  | Mark Webber        | 258  | 3.  | Ferrari              | 375  |
| 4.  | Fernando Alonso    | 257  | 4.  | Mercedes GP          | 165  |
| 5.  | Lewis Hamilton     | 227  | 5.  | Renault              | 73   |
| 6.  | Felipe Massa       | 118  | 6.  | Force India-Mercedes | 69   |
| 7.  | Nico Rosberg       | 89   | 7.  | Sauber-Ferrari       | 44   |
| 8.  | Michael Schumacher | 76   | 8.  | Toro Rosso-Ferrari   | 41   |
| 9.  | Adrian Sutil       | 42   | 9.  | Williams-Cosworth    | 5    |
| 10. | Vitalij Petrov     | 37   | 10. | Lotus-Renault        | 0    |

(A teljes táblázat)

## Statisztikák
Vezető helyen:
- Sebastian Vettel : 27 kör (1-16 / 21-29 / 38 / 59)
- Mark Webber : 41 kör (17-18 / 30-37 / 40-58 / 60-71)
- Felipe Massa : 2 kör (19-20)

Mark Webber 7. győzelme, 13. leggyorsabb köre, Sebastian Vettel 30. pole pozíciója.
- Red Bull 27. győzelme.